# Lenguas leko-nimbari
Las lenguas leko-nimbari (también llamadas chamba-mumuye) son un subgrupo de la antigua clasificación Adamawa formada por los subgrupos G2, G4, G5 y G12 que recientemente se han reclasificado como parte de las lenguas sabánicas. Se hablan en el norte de Camerún y parte oriental de Nigeria.

## Clasificación
Las lenguas leko-nimbari se clasifican en cuatro grupos:
- Las lenguas leko, formada por cuatro lenguas que incluyen el leko chamba hablado por los chambas, con unos 60 mil hablantes.
- Las lenguas duru, formada por una docena de lenguas que incluyen el vere con unos 100 mil hablantes.
- Las lenguas mumuye-yedang, que incluyen otra docena de lenguas que incluyen en mumuye, con cerca de medio millón de hablantes y el yendang, con tal vez unos 100 mil.
- El idioma nimbari, con sólo unos pocos centenares de hablantes y que parece constituir una rama independiente.

## Comparación léxica
Los numerales reconstruidos para diferentes grupos de lenguas leko-nimbari son:
| GLOSA | Leko    | Leko        | Leko        | Mumuye-Yedang | Mumuye-Yedang | Mumuye-Yedang     | Mumuye-Yedang |
| GLOSA | Kolbila | Leko chamba | PROTO- LEKO | Mumuye        | Bali (Maya)   | Yendang (Ñandang) | PROTO- MY     |
| ----- | ------- | ----------- | ----------- | ------------- | ------------- | ----------------- | ------------- |
| '1'   | níːá    | nɨ́ŋa        | *nɨga       | gbétè         | ɓini          | ɓīntī             | *             |
| '2'   | inːú    | iːrà        | *i-rã       | ziti          | iye           | ínī               | *i-rõ         |
| '3'   | toːnú   | toːrà       | *tõːri      | taːti         | taːt          | tâːt              | *taːti        |
| '4'   | nɛːrəb  | naːrà       | *naːra      | dɛ̃̀ːtì         | naːt          | nâːt              | *naːti        |
| '5'   | núnːub  | núːnà       | *nuŋ-       | mǎːni         | nɔŋ           | ghìnān            | *noŋ          |
| '6'   | núŋgɔ́ːs | nɔ̂ŋgɔ̂s      | *nuŋ-gɔs    | 5+1           | niɓini        | ɡètīntī           | *5+1          |
| '7'   | 5+2     | nɨ̂ŋsinà     | *nuŋ-       | 5+2           | niaiye        | ɡéːtìnī           | *5+2          |
| '8'   | 5+3     | dàɡwà       |             | 5+3           | nitaːt        | ɓɔ̄lánāːt          | *5+3          |
| '9'   | 5+4     | daːnɨ̂ŋne    |             | 5+4           | ninaːt        | nòkɔ́mtâːt         |               |
| '10'  | kôb     | kóp         | *kop        | kopi          | kop           | koːb              | *kop(i)       |
| GLOSA | Duru               | Duru       | Duru       | Duru          | Duru      | Duru          | Duru          | Duru      | Duru         | Duru |
| GLOSA | Duupa (Papé)       | Dii (Duru) | Dugun      | Peere (Kutin) | Doyayo    | Gimme (Gəmme) | Vɔmnəm (Koma) | Momi      | PROTO- DURU  |      |
| ----- | ------------------ | ---------- | ---------- | ------------- | --------- | ------------- | ------------- | --------- | ------------ | ---- |
| '1'   | dáŋgá              | dágá       | dágá       | də́ː           | gbúnú     | wɔːna         | màn           | muzoz     | *daga/ *bon- |      |
| '2'   | itːó               | idú        | irú        | iro           | éːrɛ́      | ítìgè         | ètên          | ɪ̀tːə́z     | *iro         |      |
| '3'   | tãːtó              | tãːnɔ́      | tãːnó      | tãːro         | taːrɛ     | taːgè         | tāán          | tǎːz      | *tãːro       |      |
| '4'   | natːó              | ndadːʉ́     | ndaró      | naro          | násɔ      | nâːɡè         | nāːnò         | náz       | *naːro       |      |
| '5'   | sáː                | nɔ́nɔ́       | sáː        | núːno         | noːnɛ́     | nɔːnɨ̀ɡe       | ɡbà náːrò     | ɡbanáː    | *non-        |      |
| '6'   | gúː                | gúː        | gúː        | nóndə́ː        | nɔ̀ːngbúnú | nɔnɡe         | ɡbāːsə̀ mâl    | bámbə́z    | *5+1 /*guː   |      |
| '7'   | gútambe            | gúndɛm     | gútamːe    | də́msàrà       | nɔ̀ːnéːrɛ́  | nɔʔitigè      | ɡbāːsə̀ ètên   | gbánsá    | *5+2 /*6+1   |      |
| '8'   | kaʔandaró/ naːrúpa | kaʔandadːʉ́ | kaʔandadró | (dàːgò)       | nɔ̀ːntaːrɛ | (dàgwà)       | ɡbāːsə̀ táān   | sàmsaːra  |              |      |
| '9'   | kɛ́rdáŋɡá           | kɛ́gdágá    | kɛ́gdágá    | gĩ̀ːdə́ː        | nɔ̀ːnnásɔ  | nɨ́ŋsɨ́nè       | ɡbāːsə̀ nānːà  | pítːámúzo | *10-1/*5+4   |      |
| '10'  | bòʔ                | wãnɓóʔ     | bōʔ        | fób           | koːblɛ    | kób           | kòmnā         | kòmna     | *kob/ *boʔ   |      |